# Toni Sevilla i Gilbert
Antonio Sevilla i Gilbert (Poblenou, Barcelona, 25 de març de 1949) és un actor català de teatre, cinema, televisió i doblatge i director de doblatge.

## Biografia
Comença la seva carrera d’actor amb el grup de manyaga Rodamons i participa en altres projectes, com Les Troianes, dirigida per Joan Lluís Bozzo, amb el Grup d’Estudis Teatrals de la Universitat Autònoma de Barcelona. És llicenciat en Art Dramàtic per l'Institut del Teatre de Barcelona i cofundador del Teatre Lliure, amb el qual ha interpretat: Camí de nit, Mahagonny (Bertolt Brecht), La cacatua verda (Schnitzler), Leonci i Lena (Georg Büchner), Titus Andrònic (Shakespeare), La vida del rei Eduard II d'Anglaterra (Christopher Marlowe/Bertolt Brecht), Abraham i Samuel (Haïm), La bella Helena (Offenbach/Hacks), Les tres germanes (Txékhov), Jordi Dandin (Molière), El balcó (Genet), Operació Ubú (Jarry), Fulgor y muerte de Joaquín Murrieta (Neruda), Primera història d'Esther (Salvador Espriu), El misàntrop (Molière), L'heroi (Rusiñol), Al vostre gust (Shakespeare), Els fills del sol (Gorki), La flauta màgica (Mozart), entre 1976 i 1985, sota la direcció de Lluís Pasqual, Fabià Puigserver, Pere Planella, Carme Portaceli i Albert Boadella.
També és actor i director de doblatge. Al costat d'altres socis va posar en marxa, a principis dels anys noranta, l’estudi de doblatge Triveu. Ha participat en doblatges de sèries com Batman posant veu a Adam West com a Bruce Wayne, així com A cor obert, Gent del barri i El detectiu Conan. Va treballar per a diversos estudis de doblatge com Videotake, Parlo, QT Lever, Sonoblok, Tramuntana, Soundtrack, Carbonell, Sonygraf o CNR, en els quals els principals clients eren Televisió de Catalunya i Televisió Espanyola.
Al llarg de les dècades del 2000 i 2010 s'ha fet popular per les seves intervencions en sèries televisives, com en la telesèrie de TV3 El cor de la ciutat o en Policías, en el corazón de la calle.

## Trajectòria teatral (parcial)[calcitació]
- 2015 - Absurds i singulars, d'Alan Ayckbourn.
- 2008 - Cancún, de Jordi Galcerán.
- 2004- Fortuna accidental, escrita i dirigida per Manel Dueso.
- 1999- El suicida, de Nikolai Erdman. Dir. Magda Puyo.
- 1999- Aquí no paga nadie de Dario Fo.
- 1998- Apocalipsi, de Lluïsa Cunillé. Dir. Joan Ollé. TNC.
- 1998- Farsa i licencia de la reina castiza, de Valle-Inclán.
- La tempestad, de W. Shakespeare.
- Galileo Galilei, de Bertolt Brecht.
- El rei Juan, de W. Shakespeare, dirigits per Calixto Bieito.
- Embolics, de Ken Ludwig. Teatre Tívoli. Festival Grec de 1997. Barcelona.
- El diari de Anna Frank, dirigit per Tamzin Townsend, pel qual va obtenir el premi al millor actor de l'Associació d’Actors i Directors de Catalunya[1]
- El viaje, de Manuel Vázquez Montalbán, dirigit per Ariel García Valdés en el Centre Dramàtic de la Generalitat.

## Cinema
- 2016- Villaviciosa de al lado de Nacho G. Velilla
- 2013- 3 bodas de más de Javier Ruiz Caldera
- 2012- El límite, curtmetratge de Xavier Cruzado, amb Francesc Pagès.
- 2005- Amor en defensa propia, de Rafa Russo.
- 1999- Els sense nom, de Jaume Balagueró.
- 1999- No respires, el amor está en el aire, de Joan Potau.
- 1997- Primates, de Carles Jové, sobre una història de Quim Monzó.

## Televisió[calcitació]
- 2022 - actualitat: Amar es para siempre, sèrie d'Antena 3
- 2015: La Riera, sèrie de TV3
- 2013: Con el culo al aire, sèrie de Notro Films per a Antena 3
- 2013: Desclassificats
- 2012: Kubala, Moreno i Manchón
- 2012: Olor de colònia
- 2011: Clara Campoamor, la dona oblidada
- 2010: Alakrana, sèrie de Telecinco Cinema per a Telecinco
- 2007: La Vía Augusta, sèrie de Ovideo TV
- 2007: Cuenta atrás, sèrie de Globomedia per a Cuatro
- 2004: 7 vidas, sèrie de Globomedia per a Telecinco (dos episodis)
- 2004: Falsa culpable, telefilm de Carles Vila per a Antena 3 TV
- 2003-2009: El cor de la ciutat, sèrie de TV3
- 2003: Bichos raros, telefilm d'Antonio Hernández (col·laboració)
- 2000-2003: Policías, en el corazón de la calle, sèrie de Globomedia per a Antena 3 TV (protagonista)
- 1999: La habitación blanca, mediometraje d'Antonio Mercero per a TVE
- 1999: Laberint d'ombres, sèrie de TV3 (col·laboració)
- 1999: El comisario, sèrie de Boca TV per a Telecinco. (col·laboració)
- 1998: Hermanas, sèrie de Videomedia per a Telecinco
- 1998: Pirata (tv movie per a TV3) Dir. Lluis Maria Güell.
- 1997: La saga de los Clark, sèrie de Ovideo TV per a Canal+ escrita i dirigida per Paco Mir (Tricicle)
- 1996-1997: Barrio Sésamo (TVE)
- 1995: Rosa (TV3)
- 1994: Poble Nou (TV3) Los mejores años, a Antena 3
- Intervencions a: Laura (1998), La Lloll, Vostè mateix i Pedralbes Centre (sèries de TV3), així com en diversos dramàtics per a TVE i en les sèries Marta sempre, Marta tothora i El xou de la família Pera.

## Premis
- Premi al millor actor teatral de l'any, atorgat per l'Associació d'Actors i Directors Professionals de Catalunya, en 1995.